# 이태희 (1958년)
이태희(李泰熙, 1958년 12월 9일 ~ )는 대한민국 정치가이며 현재 한나라당 대표이다.

## 경력
1996년 대한민국 제15대 총선 광진구 갑 선거구에 무소속으로 출마하였다.
2005년 대한민국 재보궐선거 10월 26일 선거에 경기도 광주시 (경기도)에서 국회의원 후보로 출마하였다.
대한민국 제4회 지방 선거 서울특별시장 후보로 출마 (한국의 미래를 준비하는 당)하여 월드컵을 기념하는 사업을 하겠다는 공약을 내놓았다.

2006년 10월 자유평화당을 창당하였다. 2009년 대한민국 재보궐선거 10월의 국회의원 선거에 자유평화당 소속으로 충청북도 증평.진천.괴산.음성 선거구에 출마하였다. 대한민국 제5회 지방 선거에 자유평화당 소속으로 서울특별시 종로구청장 후보로 출마했다. 2012년 2월 자유평화당은 영남신당자유평화당으로 당명이 바뀌었고, 2012년 3월 다시 한나라당으로 당명을 개정하였다.
한나라당은 2012년 5월 대한민국 제19대 국회의원 선거에서 의석수 확보를 못 해서 해산됐다. 이태희는 2013년 4월 새한나라당을 창당한 다음, 2014년 2월 한나라당으로 이름을 바꿨다.

## 역대 선거 결과
|  | 0.81% |

|  | 0.6% |

|  | 0.11% |

|  | 0.74% |

|  | 1.07% |

|  | 0.85% |